# 로서

로서의 위치

로서(영어: Rother)는 잉글랜드 이스트서식스주에 위치한 비도시 자치구로 중심 도시는 벡스힐온시이며 인구는 92,130명(2014년 기준), 면적은 511.8km2이다.